# 波旁-帕爾馬家族
波旁-帕爾馬（義大利語：Borbone di Parma），是西班牙波旁王朝的分支，1748年至1801年、1847年至1859年統治義大利的帕爾馬公國，1801年至1807年統治法國扶植的伊特魯里亞王國，1824年至1847年統治盧卡公國。

## 背景
帕爾馬公國原本由教宗保祿三世的後裔法爾內塞家族所統治。1731年安東尼奧·法爾內塞無嗣而終，其姪女、西班牙王后埃麗莎貝塔·法爾內塞依據1725年維也納條約以兒子卡洛一世（日後的西班牙國王卡洛斯三世）的名義獲得帕爾馬公國。卡洛一世只在位四年：1735年神聖羅馬皇帝查理六世佔領了帕爾馬，以補償奧地利在波蘭王位繼承戰爭中失去那不勒斯王國的損失。1748年的亞琛條約使帕爾馬公國再次落入西班牙波旁王朝手中，由卡洛一世的弟弟菲利普一世出任公爵。

## 統治者

### 帕爾馬公爵
- 菲利波一世，1748年至1765年在位
- 費迪南多一世，1765年至1801年在位

1801年，拿破崙依據阿蘭胡埃斯條約將帕爾馬併入法國，並將費迪南多一世的兒子路德維克立為新建立的伊特魯里亞王國國王

### 伊特魯里亞國王
- 路德維克一世，1801年至1803年在位
- 卡洛·路德維克，1803年至1807年在位

1807年拿破崙將伊特魯里亞王國解散，將其直接併入法國。拿破崙戰爭結束後，卡洛·路德維克的母親瑪麗亞·路易莎成為盧卡女公爵

### 盧卡公爵
- 瑪麗亞·路易莎，1815年至1824年在位
- 卡洛一世，1824年至1847年在位

### 帕爾馬公爵
- 卡洛二世，1847年至1849年在位
- 卡洛三世，1849年至1854年在位
- 羅貝托一世，1854年至1859年在位

1859年，帕爾馬公國被併入中義大利聯合省。